# John Fleming (zoologiste)
Pour les articles homonymes, voir John Fleming et Fleming.
 (mars 2017).
Si vous disposez d'ouvrages ou d'articles de référence ou si vous connaissez des sites web de qualité traitant du thème abordé ici, merci de compléter l'article en donnant les références utiles à sa vérifiabilité et en les liant à la section « Notes et références ».
John Fleming est un homme d’église, zoologiste et géologue écossais, né le 10 janvier 1785 près de Bathgate dans le Linlithgowshire et mort le 18 novembre 1857 à Édimbourg.

## Biographie
Après ses études à l’université d’Édimbourg en 1805, il devient pasteur l’année suivante et se voit attribuer la paroisse de Bressay en Écosse. Il reçoit l’ordination en 1808.
De 1808 à 1834, il sert dans diverses paroisses écossaises. En 1808, il participe à la fondation d’une société savante consacrée à l’histoire naturelle, la Wernerian Society.
John Fleming est devenu membre de la Royal Society le 25 février 1813. En 1814, il devient docteur en théologie à l’université de St. Andrews. La même année, il devient membre de la Royal Society d’Édimbourg.
En 1822, il publie Philosophy of Zoology.
En 1824 débute la célèbre controverse qui l’oppose au géologue William Buckland (1784-1856) sur la nature du Déluge tel que décrit dans la Bible.
En 1828, il fait paraître History of British Animals. Cet ouvrage traite non seulement des espèces actuelles mais également des espèces fossiles. Il explique la présence des fossiles par des changements climatiques : des espèces disparues ici pour survivre ailleurs si les conditions climatiques leur sont favorables. Ces théories contribuent à l’avancement de la biogéographie. Elles exercent une certaine influence sur Charles Darwin (1809-1882).
Il se voit attribuer la chaire de philosophie naturelle à l’université et collège du Roi d’Aberdeen en 1834, puis en 1845, enseigne l’histoire naturelle au New College d’Édimbourg.
1851 voit la parution de Temperature of the Seasons.

## Liste partielle des publications
- 1828 : A history of British animals, exhibiting the descriptive characters and systematical arrangement of the genera and species of quadrupeds, birds, reptiles, fishes, mollusca, and radiata of the United Kingdom; including the indigenous, extirpated, and extinct kinds, together with periodical and occasional visitants. Édimbourgh : i–xxiii + 1–565.